# ISO 3166-2:AQ
ISO 3166-2:AQ este o secțiune a ISO 3166-2, parte a standardului ISO 3166, publicat de Organizația Internațională de Standardizare (ISO), care definește codurile pentru subdiviziunile Antarcticii (a cărui cod ISO 3166-1 alpha-2 este AQ).
În prezent niciun cod nu este alocat unei subdiviziuni. 